# Thomas Ostermeier
Thomas Ostermeier est un metteur en scène allemand né le 3 septembre 1968 à Soltau, actuel directeur de la Schaubühne à Berlin.

## Biographie
Entre 1992 et 1996, Thomas Ostermeier suit une formation de metteur en scène à l’École supérieure de théâtre Ernst Busch à Berlin. Il participe aux travaux de Manfred Karge à Weimar et du Berliner Ensemble en tant qu'assistant à la mise en scène et comédien. Son travail de fin d'étude, Recherche Faust/Artaud est vivement salué par le monde théâtral allemand.
De 1996 à 1999, il est metteur en scène et directeur artistique de la Baracke au Deutsches Theater de Berlin. Il travaille essentiellement sur des textes d'auteurs contemporains comme Nicky Silver, David Harrower, Alexeï Chipenko ou Enda Walsh.
Depuis septembre 1999, il est membre de la direction artistique et metteur en scène à la Schaubühne de Berlin. Il codirige cette institution avec la chorégraphe Sasha Waltz.
Les mises en scène d'Ostermeier relèvent d'un théâtre contemporain, pluridisciplinaire, au texte parfois déconstruit. Ainsi, sa création d'Hamlet montre en prologue l'enterrement du père dans un jeu burlesque sous la pluie artificielle du plateau, puis alterne avec le repas où des ombres sont projetées. La célèbre tirade prononçant « Être ou ne pas être » montre en fond de scène des écrans projetant plusieurs plans du personnage.
En 2004, il est nommé artiste associé au festival d'Avignon où il présente une mise en scène de Woyzeck de Georg Büchner. Ainsi révélées au public français, les mises en scène d'Ostermeier tournent en France notamment à la scène nationale Les Gémeaux à Sceaux.
Depuis 2010, il est président du Haut Conseil culturel franco-allemand.
En 2015, il est unanimement acclamé pour sa mise en scène de Richard III présentée au festival d'Avignon,.

### Décoration
- 2012 : Officier des Arts et des Lettres[4]

## Mises en scène
- 1994 : Tambours dans la nuit de Bertolt Brecht
- 1995 : L'Inconnue d'Alexandre Blok

Deutsches Theater 
- 1996 : Fat Men in skirts de Nicky Silver
- 1997 : Des couteaux dans les poules de David Harrower
- 1997 : Mann ist Mann (Homme pour homme) de Bertolt Brecht, 1999 : Festival d'Avignon
- 1997 : Suzuki d'Alexeï Chipenko
- 1998 : Unter der Gürtellinie (Sous la ceinture) de Richard Dresser, 1999 : Festival d'Avignon
- 1998 : Shoppen & Ficken de Mark Ravenhill, 1999 : Festival d'Avignon
- 1998 : Disco Pigs d'Enda Walsh
- 1999 : L'Oiseau bleu de Maurice Maeterlinck
- 1999 : Tête brûlée de Marius von Mayenburg, Schauspielhaus de Hambourg, Lecture dirigée en français Festival d'Avignon
- 1999 : Suzuki II d'Alexeï

Depuis 1999, à la Schaubühne, Thomas Ostermeier a mis en scène
- Catégorie 3.1 de Lars Norén
- 2000 : Gier (Manque) de Sarah Kane, 2001 : Théâtre national de la Colline
- Parasites de Marius von Mayenburg
- 2000 : Der Name (Le Nom) de Jon Fosse, 2001 : Théâtre national de la Colline
- 2001 : This is a chair de Caryl Churchill
- 2001 : Visage de feu (Ugnies Veidas) de Marius von Mayenburg, Festival d'Avignon
- Supermarket de Biljana Srbljanović, Festival de Vienne
- 2001 : La Mort de Danton (Dantons Tod) de Georg Büchner, Festival d'Avignon
- Goldene Zeiten (Des jours meilleurs) de Richard Dresser
- 2002 : Maison de poupée (Nora) de Henrik Ibsen, 2003 : Festival d'Avignon
- 2002 : Der starke Stamm (La Forte Race) de Marieluise Fleisser, Théâtre Kammerspiele
- 2002 : The Girl on the sofa (La Fille sur le canapé) de Jon Fosse, Festival International d'Édimbourg
- 2003 : Woyzeck de Georg Büchner, 2004 : Festival d'Avignon
- 2004 : Ceci est une chaise de Caryl Churchill, mise en espace Festival d'Avignon
- 2004 : L'Ange exterminateur d’après Buñuel
- 2004 : Lulu de Frank Wedekind
- 2004 : Eldorado de Marius von Mayenburg, Festival d'Avignon
- 2004 : Disco Pigs d'Enda Walsh, Festival d'Avignon
- 2004 : Concert à la carte de Franz Xaver Kroetz, Festival d'Avignon
- 2004 : Une maison de poupée de Henrik Ibsen, Festival d'Avignon
- 2004 : Solness le constructeur de Henrik Ibsen, Burgtheater de Vienne
- 2005 : Anéantis de Sarah Kane, Festival d'Avignon
- 2005 : Hedda Gabler d'Henrik Ibsen
- 2006 : Trauer muss Elektra tragen de Eugene O'Neill
- 2006 : Le Songe d'une nuit d'été de William Shakespeare
- 2008 : Une maison de poupée de Henrik Ibsen
- 2008 : John Gabriel Borkman de Henrik Ibsen, Théâtre national de Bretagne, Odéon-Théâtre de l'Europe
- 2008 : Hamlet de William Shakespeare, création Festival d'Avignon, reprise Schaubühne
- 2009 : Susn d'Herbert Achternbusch
- 2009 : Der Stein (La Pierre) de Marius von Mayenburg
- 2010 : Dämonen de Lars Norén, Schaubühne, Odéon-Théâtre de l'Europe, Théâtre des Célestins
- 2010 : Othello ou le Maure de Venise de William Shakespeare, Théâtre d'Épidaure, Schaubühne
- 2011 : Mesure pour mesure de William Shakespeare, Odéon théâtre de l'Europe
- 2012 : Un ennemi du peuple de Henrik Ibsen, Festival d'Avignon (Opéra-Théâtre)
- 2012 : Hedda Gabler de Henrik Ibsen, Théâtre des Gémeaux, Sceaux
- 2013 : Les Revenants de Henrik Ibsen, Théâtre Vidy-Lausanne, Théâtre Nanterre-Amandiers
- 2014 : Die Kleinen Füsche (The Little Foxes) de Lillian Hellman, Théâtre des Gémeaux, Sceaux
- 2014 : Die Ehe der Maria Braun (Le Mariage de Maria Braun), d'après Rainer Werner Fassbinder, Festival d'Avignon (Lycée Saint Joseph)
- 2015 : Richard III de William Shakespeare, Festival d'Avignon (Opéra Grand Avignon)
- 2015 : Bella Figura de Yasmina Reza, Berlin Schaubühne
- 2016 : La Mouette d'Anton Tchekhov, Théâtre Vidy-Lausanne
- 2017 : Retour à Reims, d'après l'essai éponyme de Didier Eribon paru en 2009, Berlin Schaubühne
- 2018 : La Nuit des rois de William Shakespeare, Comédie-Française
- 2019 : Retour à Reims, d'après l'essai éponyme de Didier Eribon paru en 2009, Théâtre Vidy-Lausanne
- 2022 : Vernon Subutex, d'après le roman éponyme de Virginie Despentes paru en 2015, Théâtre de l'Odéon
- 2022 : Le Roi Lear, de William Shakespeare, traduction Olivier Cadiot, Comédie-Française

## Publications
- Ostermeier Backstage, livre d'entretiens de Gerhard Jörder, L'Arche, 2015
- Le Théâtre et la Peur, trad. de Jitka Pelechova, Arles, Actes Sud, coll. « Le Temps du théâtre », 2016, 208 p.  (ISBN 978-2-330-03987-5)
- Au cœur de la violence, (adaptation théâtrale de Histoire de la violence), Édouard Louis et Thomas Ostermeier, Éditions du Seuil, 2019

## Distinctions

### Récompenses
- 1998 : la Baracke est primée «Théâtre de l’année».
- 2000 : Prix Europe réalités théâtrales[5],[6]
- Prix du Syndicat de la critique 2009 : Prix du meilleur spectacle étranger pour John Gabriel Borkman
- Prix du Syndicat de la critique 2016 : Prix du meilleur livre sur le théâtre pour Le théâtre et la peur

### Nominations
- Molières 2019 : Molière du metteur en scène dans un spectacle de théâtre public pour La Nuit des rois ou Tout ce que vous voulez